# Bulbophyllum lakatoense
Bulbophyllum lakatoense Bosser, 1969 è una pianta della famiglia delle Orchidacee, endemica del Madagascar.